# Vila-sec
Vila-sec és una serra situada al municipi d'Olivella a la comarca del Garraf, amb una elevació màxima de 384 metres.